# Googlear

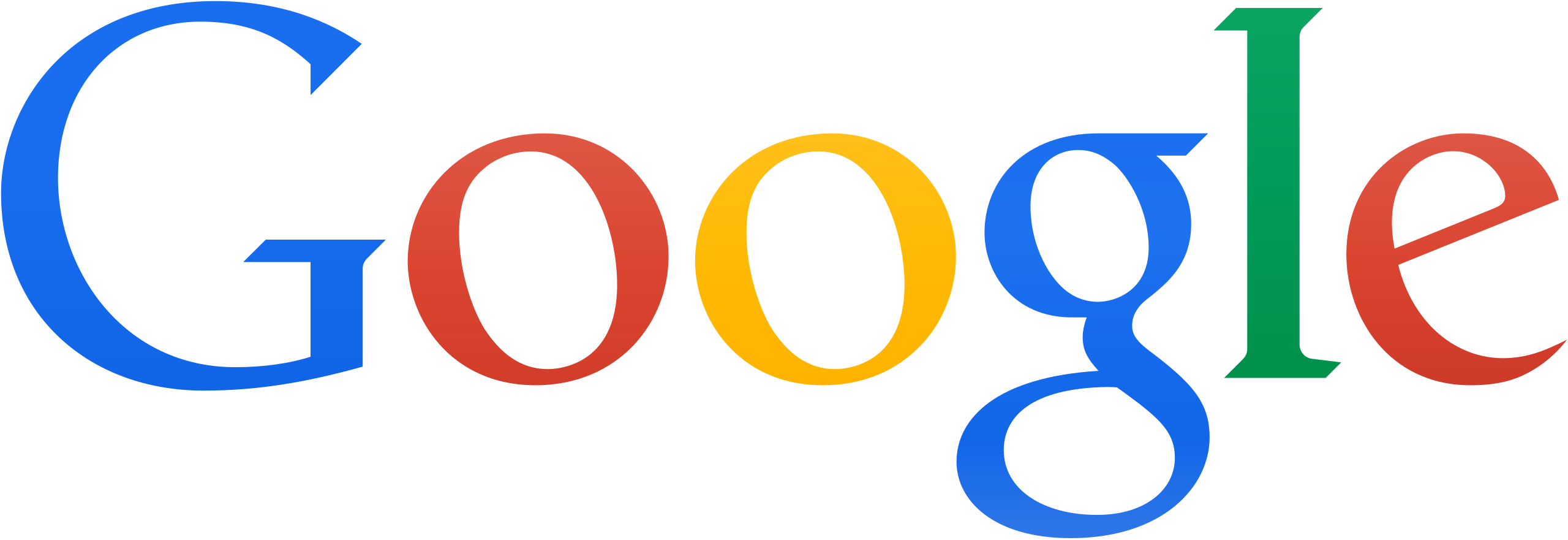
Logo del motor de búsqueda Google.2013.

Googlear o guglear es un neologismo que significa «buscar en la web utilizando el motor de búsqueda Google». La Sociedad Americana de Dialectos eligió el verbo to google como el verbo más útil de 2008.
Aunque el director de la Real Academia Española ya manifestó en repetidas oportunidades la “posibilidad” de incluir la palabra en su diccionario, esto no ha ocurrido. Google no incentiva el uso de cualquier palabra relacionada con su marca registrada ya que teme un posible desgaste de la misma tal y como ocurrió en otros casos como: Yo-yo,[cita requerida] Xerox o Gillete. Google incluso escribió una carta a WordSpy, una web que recopila neologismos, para que no usara la palabra, en respuesta a la cual los lexicógrafos del Merriam-Webster College Dictionary ahora escriben google con minúscula en su entrada, si bien mantienen la mayúscula en la definición (to use the Google search engine to seek online information, ‘usar el buscador de Google para buscar información’).